# East Bay Grease
Thuật ngữ East Bay Grease đã được sử dụng để mô tả một thể loại âm nhạc có nguồn gốc từ Hoa Kỳ vào cuối những năm 1960. Tên thể loại này được đặt ra vào năm 1970 khi Tower of Power phát hành album East Bay Grease. Các nhạc sĩ ở thể loại East Bay Grease kết hợp các yếu tố của funk rock, jazz và soul.
Các ban nhạc như Blood, Sweat and Tears, Chicago (trước đây là Chicago Transit Authority) và Cold Blood đã đặt nền móng cho phong cách này vào cuối những năm 1960. Cold Blood (1969), Chicago Transit Authority (1969) và Child Is Father to the Man (1968) đáng chú ý vì đã kết hợp các phong cách nhạc rock với các phần kèn nổi bật cùng với việc thỉnh thoảng sử dụng các yếu tố nhạc jazz, funk và soul.
Các ban nhạc tiếp theo vào những năm 1970 như Tower of Power cũng thu hút từ East Bay Grease.
Sau đó vào những năm 1970, East Bay Grease đã suy giảm mức độ phổ biến khi các ban nhạc tan rã, giảm mức độ phổ biến hoặc thậm chí thay đổi hoàn toàn âm thanh của họ. Điều này có thể là do sự trỗi dậy của âm nhạc đương đại tổng hợp dành cho người lớn do các ban nhạc như Chicago sản xuất cũng như các hình thức âm nhạc dựa trên bộ tổng hợp khác.

## Sách
Năm 2000, tác giả Eric Miles Williamson đã viết một cuốn sách có tựa đề East Bay Grease. Đây là cuốn tiểu thuyết đầu tay kinh điển của Eric Miles Williamson, đã nhận được sự hoan nghênh trên toàn thế giới như một trong những miêu tả tuyệt vời về tầng lớp lao động nước Mỹ trong nửa sau của thế kỷ 20. Câu chuyện về T-Bird Murphy, sinh ra vào những năm 1960 đầy biến động và lớn lên trong khu ổ chuột ở Oakland. East Bay Grease là một cuốn tiểu thuyết về phẩm giá, danh dự và lòng dũng cảm đã được so sánh với các tác phẩm của John Steinbeck, Jack London, và Upton Sinclair.